# NGC 2837
NGC 2837 este o galaxie situată în constelația Hidra. A fost descoperită în 16 decembrie 1827 de către John Herschel.